# 2030
Évszázadok: 20. század – 21. század – 22. század
Évtizedek: 1980-as évek – 1990-es évek – 2000-es évek – 2010-es évek – 2020-as évek – 2030-as évek – 2040-es évek – 2050-es évek – 2060-as évek – 2070-es évek – 2080-as évek
Évek: 2025 – 2026 – 2027 – 2028 –  2029 – 2030 – 2031 – 2032 – 2033 – 2034 – 2035

## Várható események

### Határozott dátumú események
- január 1. – Szlovákia veszi át az Európai Unió Tanácsának soros elnökségét Hollandiától.[1]
- június 1. – Gyűrűs napfogyatkozás Európa, Észak-Afrika, a Közel-Kelet, Ázsia, az Arktisz és Alaszka felett.
- július 1. – Málta veszi át az Európai Unió Tanácsának soros elnökségét Szlovákiától.[1]
- november 25. – Teljes napfogyatkozás Dél-Afrika, az Indiai-óceán déli része, Délkelet-Ázsia, Ausztrália és az Antarktisz felett.

## Az év témái

### Kiemelt témák és évfordulós emlékévek 2030-ban

#### Évszázados évfordulók
- február 3. − Csoóri Sándor költő születésének 100. évfordulója.

### 2030 a sportban
- Három kontinensen és hat országban rendezik a századik évfordulós, 2030-as férfi labdarúgó-világbajnokságot a Nemzetközi Labdarúgó-szövetség (FIFA) tanácsának 2023. évi döntése alapján. (Egy-egy centenáriumi mérkőzést tartanak Argentínában, Paraguayban és Uruguayban, továbbá Spanyolországban, Portugáliában, illetve Marokkóban. Mind a hat ország csapata selejtező nélkül lesz a torna résztvevője.)[2]